# Jerzy Mikołajczyk
Jerzy Mikołajczyk (ur. 14 lipca 1947 w Kaliszu) – polski kolarz szosowy startujący w wyścigach w latach 60. XX stulecia.
Zajął 2. miejsce w Wyścigu Dookoła Polski w 1965 (za Józefem Bekerem), a w Wyścigu Dookoła Polski w 1964 był 9.. Był również drugi w Bałtyckim Wyścigu Przyjaźni w 1965 i w Wyścigu Szlakiem Zamków Piastowskich w 1966.
Startował w zespole Czarni Szczecin (1957–1970). Potem był trenerem klubu Birkut Goleniów.